# Кортес-Масто, Кэтрин
Кэтрин Кортес-Масто (англ. Catherine Cortez Masto), урождённая Кэтрин Мари Кортес (англ. Catherine Marie Cortez; род. 29 марта 1964, Лас-Вегас) — американский юрист и политик, член Демократической партии, сенатор США от Невады (с 3 января 2017 года). Первая женщина — представительница испаноязычной общины в Сенате США.

## Биография
Дочь Мэнни Кортеса, выросшего в бедном районе на севере Лас-Вегаса. Он участвовал в Корейской войне, по окончании которой женился на итальянке Джоанне Муссо. Кроме Кэтрин, у супругов была ещё одна дочь — Синтия. Мэнни Кортес занимал должность CEO частно-государственной компании Las Vegas Convention and Visitors Authority, занятой привлечением туристов в Лас-Вегас.
В 1986 году получила степень бакалавра искусств в университете Невады, в 1990 году — доктора права в университете Гонзага.
В 1990 году принята в коллегию адвокатов Невады и поступила на работу в лас-вегасскую юридическую фирму, специализируясь на гражданском праве. В 1995 году губернатор Боб Миллер назначил Кортес-Масто руководителем офиса губернатора в Южной Неваде, а затем — главой администрации губернатора. В 2000 году стала помощником прокурора в Вашингтоне, в 2002 году — помощником управляющего округом Кларк.
В 2007—2015 годах занимала должность генерального прокурора Невады и получила известность благодаря начатому ей расследованию случаев повышения Банком Америки процентных ставок для «финансово нестабильных покупателей».
8 ноября 2016 года ввиду отставки демократа Гарри Рида, три десятилетия остававшегося сенатором США от Невады, приняла участие в выборах и победила республиканца Джо Хека. Свою кампанию она построила на противодействии основным положениям ведущейся в это же время кампании кандидата в президенты США от Республиканской партии Дональда Трампа, в том числе касающимся пресечения нелегальной иммиграции из Мексики, а также его неоднозначных высказываний о ветеранах и женщинах. Кортес-Масто стала первой в истории Невады женщиной в должности сенатора США, а также первой в истории женщиной — представительницей испаноязычной общины в Сенате США.

## Личная жизнь
Замужем за бывшим агентом Секретной службы США Полом Масто.